# Jairo Quinteros
Pour les articles homonymes, voir Quinteros.
 (février 2022).
Jairo Quinteros, né le 7 février 2001 à Santa Cruz de la Sierra, est un footballeur international bolivien. Il joue au poste de défenseur au Club Bolívar.

## Biographie

### En club
Né en Bolivie, il est formé avec le club espagnol de Valencia CF. Le 12 février 2020, il signe avec l'Inter Miami qui joue en MLS. Il est prêté immédiatement au Club Bolívar en Bolivie.
Le 4 décembre 2020, il marque son premier but en professionnel, lors d'une rencontre du championnat de Bolivie face au CD San José (victoire 2-0).
Le 28 mai 2021, il inscrit son premier but en Copa Sudamericana, sur la pelouse de l'Arsenal de Sarandí, mais ne peut toutefois empêcher la défaite de son équipe, 3-1.
De retour à l'Inter Miami pour la saison 2022, il ne participe qu'à seulement quatre rencontres de championnat et deux en coupe nationale avant que son contrat ne soit rompu le 16 août 2022.

### En sélection
Avec les moins de 20 ans, il participe au championnat sud-américain des moins de 20 ans en 2019. Lors de cette compétition organisée au Chili, il joue quatre matchs. Avec un bilan d'un nul et trois défaites, la Bolivie est éliminée dès le premier tour.
Il reçoit sa première sélection en équipe de Bolivie le 3 juin 2021, lors d'un match des éliminatoires de la coupe du monde contre le Venezuela (victoire 3-1).
Il est ensuite retenu par le sélectionneur César Farías afin de participer à la Gold Cup 2021 organisée aux États-Unis. Lors de cette compétition, il joue trois matchs. Avec un bilan catastrophique de quatre défaites en quatre matchs, dix buts encaissés et deux buts marqués, la Bolivie est éliminée dès le premier tour.